# 阿尔韦托·埃雷罗斯
阿尔韦托·埃雷罗斯（西班牙語：Alberto Herreros，1969年4月20日—），生于马德里，西班牙男子篮球运动员，司职小前锋。他曾代表西班牙国家队参加1990年、1994年和1998年国际篮联世界锦标赛。